# Tercera División de España 1970-71
La temporada 1970–71 de la Tercera División de España de fútbol corresponde a la 34.ª edición del campeonato y se disputó entre el 6 de septiembre de 1970 y el 29 de junio de 1971.

## Sistema de competición
La Tercera División de España 1970-71 fue organizada por la Federación Española de Fútbol (RFEF).
El campeonato contó con la participación de 80 clubes divididos en cuatro grupos. La competición siguió un sistema de liga, de modo que los equipos de cada grupo se enfrentaron entre sí, todos contra todos en dos ocasiones -una en campo propio y otra en campo contrario- sumando un total de treinta y ocho jornadas. El orden de los encuentros se decidió por sorteo antes de empezar la competición.
Se estableció una clasificación con arreglo a los puntos obtenidos en cada enfrentamiento, a razón de dos por partido ganado, uno por empatado y ninguno en caso de derrota. En caso de empate a puntos entre dos o más clubes en la clasificación, se tuvo en cuenta el mayor cociente de goles. 
Los primeros clasificados de cada grupo ascendieron directamente a Segunda División, mientras que los segundos clasificados disputaron la Promoción de Ascenso en sistema de eliminatoria ante los equipos de Segunda División clasificados entre el decimocuarto y decimoséptimo puesto para decidir ascenso o permanencia según el caso.
Los cuatro últimos clasificados descendieron directamente a categoría Regional, mientras que los cuatro anteriores en la clasificación disputaron la Promoción de Permanencia en sistema de eliminatoria ante equipos de Regional.
Posteriormente el sistema de ascensos y descensos se vio alterado por la condición especial que tenía el C. D. Tenerife dentro de la categoría al ser el único equipo canario; por lo que en su grupo hubo dos ascensos directos y el tercero jugó la Promoción de Ascenso. Igualmente por este motivo hubo dos grupos con un puesto de descenso menos. 

## Clasificaciones

### Grupo I
| Pos. | Equipo                      | Pts. | PJ | G  | E  | P  | GF | GC | Dif. | Clasificación                     |
| ---- | --------------------------- | ---- | -- | -- | -- | -- | -- | -- | ---- | --------------------------------- |
| 1    | Cultural Leonesa (A)        | 61   | 38 | 28 | 5  | 5  | 90 | 31 | +59  | Ascenso a Segunda División        |
| 2    | C. D. Orense                | 60   | 38 | 28 | 4  | 6  | 59 | 20 | +39  | Acceso a Promoción de ascenso     |
| 3    | Club Sestao                 | 56   | 38 | 26 | 4  | 8  | 78 | 32 | +46  |                                   |
| 4    | Club Baracaldo Altos Hornos | 55   | 38 | 23 | 9  | 6  | 59 | 22 | +37  |                                   |
| 5    | Bilbao Atlético             | 52   | 38 | 21 | 10 | 7  | 78 | 30 | +48  |                                   |
| 6    | C. D. Basconia              | 42   | 38 | 16 | 10 | 12 | 60 | 46 | +14  |                                   |
| 7    | Real Avilés C. F.           | 42   | 38 | 17 | 8  | 13 | 45 | 36 | +9   |                                   |
| 8    | S. D. Ponferradina          | 41   | 38 | 16 | 9  | 13 | 63 | 45 | +18  |                                   |
| 9    | C. D. Ensidesa              | 40   | 38 | 13 | 14 | 11 | 59 | 52 | +7   |                                   |
| 10   | C. D. Lugo                  | 38   | 38 | 15 | 8  | 15 | 43 | 38 | +5   |                                   |
| 11   | Caudal Deportivo            | 38   | 38 | 13 | 12 | 13 | 41 | 42 | −1   |                                   |
| 12   | Gimnástica de Torrelavega   | 37   | 38 | 16 | 5  | 17 | 61 | 47 | +14  |                                   |
| 13   | Candás C. F.                | 32   | 38 | 10 | 12 | 16 | 38 | 51 | −13  |                                   |
| 14   | C. D. San Martín (D)        | 30   | 38 | 12 | 6  | 20 | 44 | 72 | −28  | Acceso a Promoción de permanencia |
| 15   | Club Siero (D)              | 27   | 38 | 9  | 9  | 20 | 45 | 78 | −33  | Acceso a Promoción de permanencia |
| 16   | Club Lemos                  | 23   | 38 | 8  | 7  | 23 | 40 | 77 | −37  | Acceso a Promoción de permanencia |
| 17   | S. D. Barreda Balompié (D)  | 23   | 38 | 6  | 11 | 21 | 34 | 80 | −46  | Acceso a Promoción de permanencia |
| 18   | C. D. Toluca (D)            | 23   | 38 | 9  | 5  | 24 | 32 | 89 | −57  | Descenso a Categorías regionales  |
| 19   | S. D. Vetusta (D)           | 21   | 38 | 6  | 9  | 23 | 34 | 66 | −32  | Descenso a Categorías regionales  |
| 20   | La Bañeza C. F. (D)         | 19   | 38 | 6  | 7  | 25 | 32 | 81 | −49  | Descenso a Categorías regionales  |

 Fuente: Fútbol Regional

### Grupo II
| Pos. | Equipo                     | Pts. | PJ | G  | E  | P  | GF | GC | Dif. | Clasificación                     |
| ---- | -------------------------- | ---- | -- | -- | -- | -- | -- | -- | ---- | --------------------------------- |
| 1    | Tenerife Atlético (A)      | 53   | 38 | 23 | 7  | 8  | 62 | 20 | +42  | Ascenso a Segunda División        |
| 2    | Real Valladolid (A)        | 52   | 38 | 21 | 10 | 7  | 76 | 35 | +41  | Ascenso a Segunda División        |
| 3    | Palencia C. F.             | 50   | 38 | 21 | 8  | 9  | 57 | 37 | +20  | Acceso a Promoción de ascenso     |
| 4    | C. A. Osasuna              | 50   | 38 | 22 | 6  | 10 | 67 | 44 | +23  |                                   |
| 5    | Atlético Madrileño         | 48   | 38 | 19 | 10 | 9  | 70 | 45 | +25  |                                   |
| 6    | Talavera C. F.             | 43   | 38 | 16 | 11 | 11 | 55 | 49 | +6   |                                   |
| 7    | S. D. Eibar                | 42   | 38 | 16 | 10 | 12 | 48 | 40 | +8   |                                   |
| 8    | San Sebastián C. F.        | 40   | 38 | 15 | 10 | 13 | 56 | 49 | +7   |                                   |
| 9    | C. D. Mirandés             | 39   | 38 | 12 | 15 | 11 | 38 | 34 | +4   |                                   |
| 10   | U. D. Salamanca            | 38   | 38 | 13 | 12 | 13 | 53 | 40 | +13  |                                   |
| 11   | A. D. Plus Ultra           | 38   | 38 | 16 | 6  | 16 | 50 | 58 | −8   |                                   |
| 12   | Getafe Deportivo           | 37   | 38 | 15 | 7  | 16 | 57 | 50 | +7   |                                   |
| 13   | S. D. Huesca               | 35   | 38 | 12 | 11 | 15 | 46 | 51 | −5   | Acceso a Promoción de permanencia |
| 14   | Real Unión de Irún         | 35   | 38 | 12 | 11 | 15 | 38 | 49 | −11  | Acceso a Promoción de permanencia |
| 15   | C. D. Calvo Sotelo Andorra | 35   | 30 | 15 | 5  | 10 | 40 | 56 | −16  | Acceso a Promoción de permanencia |
| 16   | C. D. Tudelano             | 34   | 38 | 12 | 10 | 16 | 33 | 44 | −11  | Acceso a Promoción de permanencia |
| 17   | U. D. C. Chantrea (D)      | 33   | 38 | 13 | 7  | 18 | 47 | 70 | −23  | Descenso a Categorías regionales  |
| 18   | S. D. C. Michelín (D)      | 25   | 38 | 9  | 7  | 22 | 46 | 67 | −21  | Descenso a Categorías regionales  |
| 19   | C. D. Carabanchel (D)      | 20   | 38 | 8  | 4  | 26 | 32 | 70 | −38  | Descenso a Categorías regionales  |
| 20   | C. D. Ejea (D)             | 13   | 38 | 4  | 5  | 29 | 24 | 87 | −63  | Descenso a Categorías regionales  |

 Fuente: Fútbol Regional

### Grupo III
| Pos. | Equipo                  | Pts. | PJ | G  | E  | P  | GF | GC | Dif. | Clasificación                     |
| ---- | ----------------------- | ---- | -- | -- | -- | -- | -- | -- | ---- | --------------------------------- |
| 1    | C. D. Mestalla (A)      | 55   | 38 | 25 | 5  | 8  | 54 | 21 | +33  | Ascenso a Segunda División        |
| 2    | Gerona C. F.            | 52   | 38 | 21 | 10 | 7  | 53 | 26 | +27  | Acceso a Promoción de ascenso     |
| 3    | C. D. Tarrasa           | 49   | 38 | 21 | 7  | 10 | 67 | 42 | +25  |                                   |
| 4    | Barcelona Atlético      | 49   | 38 | 20 | 9  | 9  | 67 | 37 | +30  |                                   |
| 5    | C. D. Europa            | 44   | 38 | 19 | 6  | 13 | 62 | 46 | +16  |                                   |
| 6    | C. D. Alcoyano          | 43   | 38 | 19 | 5  | 14 | 45 | 42 | +3   |                                   |
| 7    | C. F. Calella           | 42   | 38 | 16 | 10 | 12 | 50 | 44 | +6   |                                   |
| 8    | C. F. Gandía            | 41   | 38 | 17 | 7  | 14 | 50 | 43 | +7   |                                   |
| 9    | Algemesí C. F.          | 39   | 38 | 15 | 9  | 14 | 50 | 50 | 0    |                                   |
| 10   | U. D. Poblense          | 37   | 38 | 12 | 13 | 13 | 39 | 53 | −14  |                                   |
| 11   | C. F. Badalona          | 36   | 38 | 14 | 8  | 16 | 43 | 45 | −2   |                                   |
| 12   | Levante U. D.           | 35   | 38 | 13 | 9  | 16 | 58 | 51 | +7   |                                   |
| 13   | Gimnástico de Tarragona | 35   | 38 | 12 | 11 | 15 | 44 | 52 | −8   |                                   |
| 14   | C. D. Tortosa           | 34   | 38 | 15 | 4  | 19 | 43 | 56 | −13  | Acceso a Promoción de permanencia |
| 15   | C. D. Acero             | 34   | 38 | 13 | 8  | 17 | 53 | 57 | −4   | Acceso a Promoción de permanencia |
| 16   | S. D. Ibiza             | 34   | 38 | 14 | 6  | 18 | 42 | 49 | −7   | Acceso a Promoción de permanencia |
| 17   | C. D. Atlético Baleares | 31   | 38 | 11 | 9  | 18 | 38 | 48 | −10  | Acceso a Promoción de permanencia |
| 18   | C. D. Júpiter (D)       | 27   | 38 | 11 | 5  | 22 | 37 | 63 | −26  | Descenso a Categorías regionales  |
| 19   | Paiporta C. F. (D)      | 23   | 38 | 7  | 9  | 22 | 38 | 79 | −41  | Descenso a Categorías regionales  |
| 20   | C. D. Mataró (D)        | 20   | 38 | 5  | 10 | 23 | 27 | 56 | −29  | Descenso a Categorías regionales  |

 Fuente: Fútbol Regional
Notas:
1. ↑  Para la siguiente temporada el C. D. Tarrasa cambió su nombre a C. F. Tarrasa

### Grupo IV
| Pos. | Equipo                       | Pts. | PJ | G  | E  | P  | GF | GC | Dif. | Clasificación                     |
| ---- | ---------------------------- | ---- | -- | -- | -- | -- | -- | -- | ---- | --------------------------------- |
| 1    | Xerez C. D. (A)              | 55   | 38 | 22 | 11 | 5  | 50 | 24 | +26  | Ascenso a Segunda División        |
| 2    | C. D. Cartagena              | 54   | 38 | 23 | 8  | 7  | 66 | 21 | +45  | Acceso a Promoción de ascenso     |
| 3    | R. C. Recreativo de Huelva   | 52   | 38 | 21 | 10 | 7  | 58 | 32 | +26  |                                   |
| 4    | Recreativo Portuense         | 44   | 38 | 17 | 10 | 11 | 41 | 37 | +4   |                                   |
| 5    | Sevilla Atlético             | 44   | 38 | 17 | 10 | 11 | 54 | 48 | +6   |                                   |
| 6    | A. D. Ceuta                  | 43   | 38 | 19 | 5  | 14 | 55 | 41 | +14  |                                   |
| 7    | Triana Balompié              | 41   | 38 | 16 | 9  | 13 | 43 | 41 | +2   |                                   |
| 8    | Real Jaén C. F.              | 40   | 38 | 15 | 10 | 13 | 46 | 34 | +12  |                                   |
| 9    | Real Murcia C. F.            | 39   | 38 | 15 | 9  | 14 | 47 | 39 | +8   |                                   |
| 10   | C. D. Valdepeñas             | 38   | 38 | 14 | 10 | 14 | 48 | 36 | +12  |                                   |
| 11   | Melilla C. F.                | 37   | 38 | 12 | 13 | 13 | 43 | 35 | +8   |                                   |
| 12   | C. D. Badajoz                | 37   | 38 | 14 | 9  | 15 | 47 | 49 | −2   |                                   |
| 13   | Atlético Malagueño           | 36   | 38 | 12 | 12 | 14 | 40 | 44 | −4   | Acceso a Promoción de permanencia |
| 14   | C. D. Español de San Vicente | 35   | 38 | 15 | 5  | 18 | 47 | 46 | +1   | Acceso a Promoción de permanencia |
| 15   | C. D. Ilicitano              | 33   | 38 | 13 | 7  | 18 | 37 | 59 | −22  | Acceso a Promoción de permanencia |
| 16   | R. B. Linense                | 33   | 38 | 13 | 7  | 18 | 31 | 47 | −16  | Acceso a Promoción de permanencia |
| 17   | Mérida Industrial C. F. (D)  | 31   | 38 | 10 | 11 | 17 | 43 | 54 | −11  | Descenso a Categorías regionales  |
| 18   | Imperial C. F. (D)           | 26   | 38 | 7  | 12 | 19 | 31 | 50 | −19  | Descenso a Categorías regionales  |
| 19   | Recreativo Granada (D)       | 24   | 38 | 8  | 8  | 22 | 33 | 66 | −33  | Descenso a Categorías regionales  |
| 20   | C. F. Llerenense (D)         | 18   | 38 | 6  | 6  | 26 | 28 | 85 | −57  | Descenso a Categorías regionales  |

 Fuente: Fútbol Regional

## Promoción de ascenso a Segunda División

### Equipos clasificados
Los siguientes equipos se clasificaron para la promoción de ascenso a Segunda División:
| 1º C. D. Orense                                        | 1º Palencia C. F. | 1º Gerona C. F. | 1º C. D. Cartagena |
| En negrita equipos que ascendieron a Segunda División. |                   |                 |                    |

## Promoción de permanencia en Tercera División

### Equipos clasificados
Los siguientes equipos se clasificaron para la promoción de permanencia desde Tercera División:
| 14.º C. D. San Martín                                   | 13.º S. D. Huesca               | 14.º C. D. Tortosa           | 13.º Atlético Malagueño        |
| 15.º Club Siero                                         | 14.º Real Unión de Irún         | 15.º C. D. Acero             | 14.º C. D. Español San Vicente |
| 16.º Club Lemos                                         | 15.º C. D. Calvo Sotelo Andorra | 16.º S. D. Ibiza             | 15.º C. D. Ilicitano           |
| 17.º S. D. Barreda Balompié                             | 16.º C. D. Tudelano             | 17.º C. D. Atlético Baleares | 16.º R. B. Linense             |
| En negrita equipos que descienden a Categoría Regional. |                                 |                              |                                |

## Resumen
Ascendieron a Segunda División:
| - Cultural y Deportiva Leonesa | - Club Deportivo Mestalla | - Club Deportivo Tenerife | - Real Valladolid Deportivo | - Xerez Club Deportivo |

Descendieron a Divisiones Regionales: 
| Grupo I - Club Deportivo San Martín - Club Siero - Sociedad Deportiva Barreda Balompié - Club Deportivo Toluca - Sociedad Deportiva Vetusta - La Bañeza Club de Fútbol | Grupo II - Unión Deportiva Cultural Chantrea - Sociedad Deportiva Cultural Michelín - Club Deportivo Carabanchel - Sociedad Deportiva Ejea | Grupo III - Club Deportivo Júpiter - Paiporta Club de Fútbol - Club Deportivo Mataró | Grupo IV - Mérida Industrial Club de Fútbol - Imperial Club de Fútbol - Club Recreativo Granada - Club de Fútbol Llerenense |